# Muzeul de Artă Drobeta Turnu Severin
Muzeul de Artă Drobeta Turnu Severin (deutsch: Kunstmuseum Drobeta Turnu Severin) ist ein Kunstmuseum in Drobeta Turnu Severin (Kreis Mehedinți).

## Über das Museum
Das Museum wurde im Jahre 1990 gegründet und befindet sich in einem Schloss, das Ende des 18. Jahrhunderts im Barockstil erbaut wurde. 
Die Sammlung besitzt Werke von Ștefan Luchian, George Petrașcu, Theodor Pallady, Nicolae Tonitza, Francisc Șirato, Ștefan Dimitrescu, Iosif Iser, Theodor Aman, Camil Ressu u. v. m.
Zudem wird ein Nachlass von 100 Arbeiten des aus Mehedinți stammenden Künstlers Dumitru Ghiață verwaltet.